# Sociedade Esportiva e Recreativa Caxias do Sul
A Sociedade Esportiva e Recreativa Caxias do Sul é um clube do futebol brasileiro, sediado na cidade de Caxias do Sul, no estado do Rio Grande do Sul, é conhecido por S.E.R. Caxias, Grená do Povo, ou simplesmente Caxias. Seu uniforme é composto de camisa grená e azul, com calção e meias grenás e brancas, e seu mascote é Bepe, o  italiano, que representa o povo que colonizou a Serra Gaúcha, atuando em estádio próprio, o Estádio Francisco Stédile, mais conhecido como Centenário. O título mais relevante da história do Caxias foi a conquista do Campeonato Gaúcho de 2000, tendo sido ainda vice-campeão da principal competição estadual por quatro vezes, campeão gaúcho do interior em 12 ocasiões, conquistando ainda três copas organizadas pela Federação Gaúcha de Futebol.
O "Grená do Povo" foi o primeiro clube do interior do Rio Grande do Sul a disputar o Campeonato Brasileiro, o que ocorreu em 1976, quando foi o 15º colocado entre 54 participantes, bem como o primeiro clube do interior gaúcho a disputar a Copa do Brasil, isso em 1991. A sua campanha nacional mais destacada foi o décimo lugar no Campeonato Brasileiro de 1978, competição disputada por 78 clubes. Sua torcida está entre as maiores do interior do Rio Grande do Sul. Realiza o clássico Ca-Ju contra o seu arquirrival Juventude, sendo essa para muitos a segunda rivalidade mais importante do futebol gaúcho, perdendo somente para o Grenal, tratando-se também essas duas agremiações, os clubes de fora da área metropolitana de Porto Alegre com mais participações no Campeonato Gaúcho.

## História

### O início
O Caxias foi fundado em 10 de abril de 1935, numa fusão dos clubes Rio Branco e Ruy Barbosa, com o nome de Grêmio Esportivo Flamengo.
As circunstâncias que envolveram o surgimento do Grêmio Esportivo Flamengo, (atual Sociedade Esportiva e Recreativa Caxias do Sul) estão diretamente ligadas ao seu mais tradicional rival. Germano Pisani, presidente do Rio Branco, procurou o presidente do Ruy Barbosa, Silvio Toigo e propôs uma fusão entre os clubes. A primeira diretoria do Grêmio Esportivo Flamengo:
- Presidente: Sílvio Toigo
- 1º Vice-Presidente: Bôrtolo Facchin
- 2º Vice-Presidente: Germano Pisani
- 1º Secretário: Alfredo Caberlon
- 2º Secretário: Mário Menegaz
- 1º Tesoureiro: Guerino Bedin
- 2º Tesoureiro: Ítalo Bertuzzi

Em 1947, o Caxias foi campeão do Citadino de Caxias do Sul, em cima do Juventude em jogo emocionante na qual todos os jogadores e dirigentes se recordam muito bem. Humilharam o Caxias dizendo que a equipe iria ser derrotada com a mão nas costas, e ouvindo isso os jogadores ficaram enfurecidos e partiram a campo, determinados a vencer e foi isso o que aconteceu. O clube voltou a vencer o citadino no ano seguinte e em 1953.
No ano de 1951, foi inaugurada a Baixada Rubra (hoje o Centenário) e com o passar dos anos, novas obras foram sendo acrescidas. O cercamento do campo com tela - uma novidade, porque até então só existia o parapeito, de madeira, - a construção das primeiras arquibancadas.
Na década de 1960 o clube teve apenas um título de destaque, o Campeonato Metropolitano de Porto Alegre. O grande marco da década foi a excursão do clube à Argentina,  feita em um DC-3, direto a Buenos Aires. No país vizinho o Flamengo enfrentou o Gimnasia y Esgrima La Plata, um dos grandes clubes do futebol argentino, dentre outras equipes de menor expressão, terminou a campanha de forma invicta com 12 jogos (9 vitórias e três empates), conquistando o título honorário Fita Azul Internacional, concedido pela CBD, atual CBF, a equipes que se destacavam em excursões ao exterior.
Diante de uma crise financeira, o Flamengo uniu-se ao seu maior rival, o Juventude, originando, no dia 14 de dezembro de 1971, a Associação Caxias de Futebol. A entidade, que usava uniforme nas cores preto e branco, teve Cláudio Eberle como seu primeiro presidente. Quatro anos depois, o Juventude desfez a sociedade e voltou ao futebol. O Flamengo continuou como Caxias, mas com o nome de Sociedade Esportiva e Recreativa Caxias do Sul e com o uniforme grená, azul e branco.
Em 1972, ocorreu em Caxias do Sul a primeira partida de futebol transmitida ao vivo pela televisão e, consequentemente, foi o primeiro evento transmitido em cores para todo o Brasil. O jogo foi entre a Associação Caxias de Futebol e o Grêmio. O resultado do jogo foi 0 a 0, com péssimo futebol apresentado por ambas as equipes..

### A estreia no cenário nacional

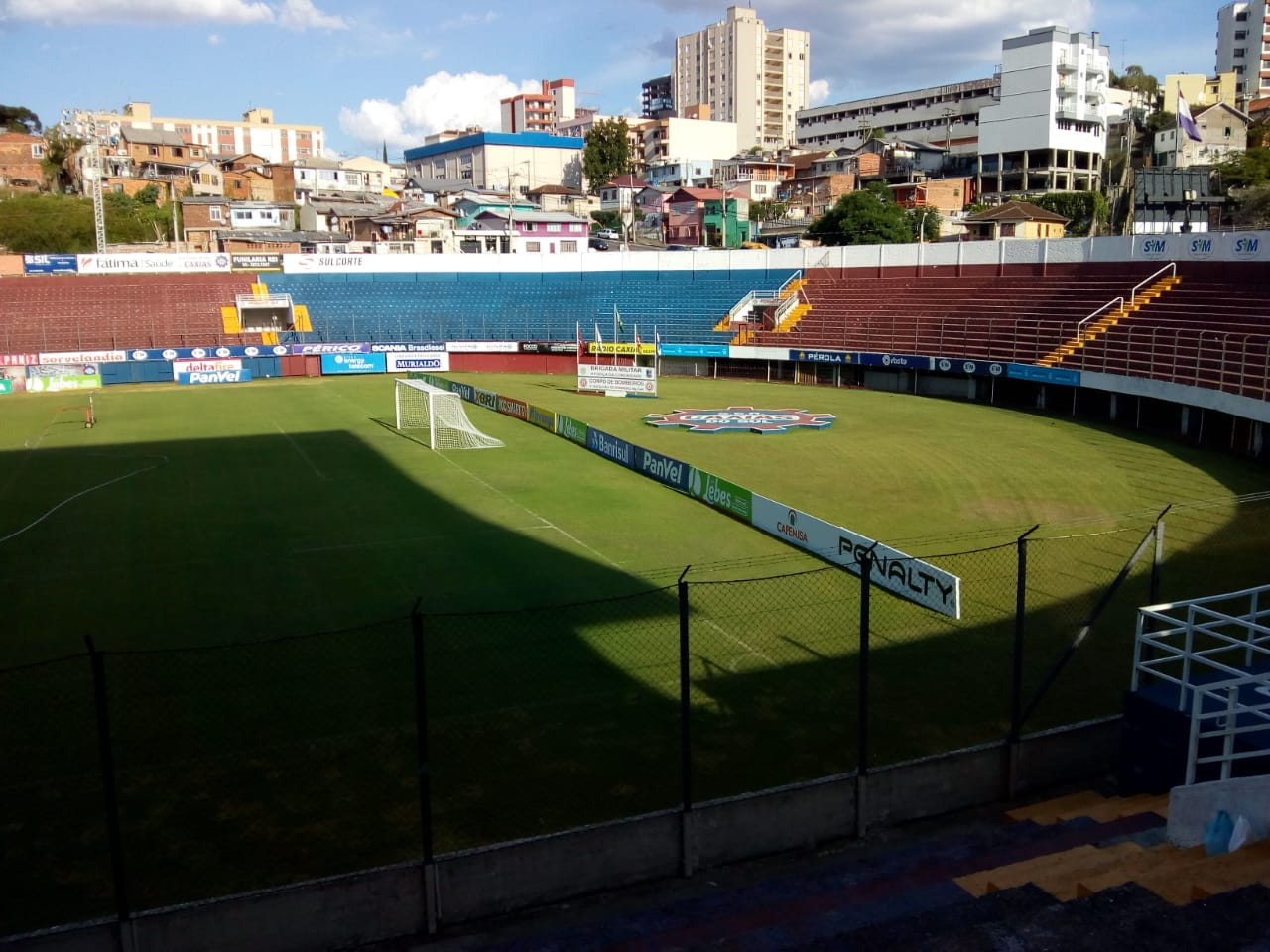
Estádio Centenário, construído para o Caxias disputar o Campeonato Brasileiro.

No Campeonato Brasileiro de 1976 o Caxias, estreou perdendo para o Santos por 2 a 1, o Caxias terminou em 15º lugar, somando 25 pontos. No ano seguinte, o time grená voltou a ter um bom rendimento, ficando em 23º lugar com 16 pontos entre 62 equipes. Em 1978, o Caxias teve seu melhor desempenho no campeonato nacional, numa competição que reunia 74 equipes, o Caxias ficou com a 10º colocação, com 35 pontos, e por pouco não chegou as quartas-de-finais daquela competição.
Já em 1979 a situação foi diferente o Caxias fez sua pior campanha, o campeonato também teve a presença de outros clubes do estado, como Novo Hamburgo, São Paulo-RS de Rio Grande, Brasil de Pelotas e Juventude. Entre 96 equipes o Caxias ficou em 65º lugar.
O Caxias disputou sua primeira Copa do Brasil em 1991, novamente o primeiro clube do interior do Rio Grande do Sul a realizar tal fato. Passou pelo XV de Piracicaba na primeira fase, mas acabou eliminado pelo Goiás na segunda fase.
No dia 24 de janeiro de 1998, o Caxias fez um amistoso contra a Seleção da Jamaica, uma das seleções classificadas para a Copa do Mundo da França em 1998. O resultado do jogo foi 1 a 0 para o Caxias.

### Conquistas relevantes

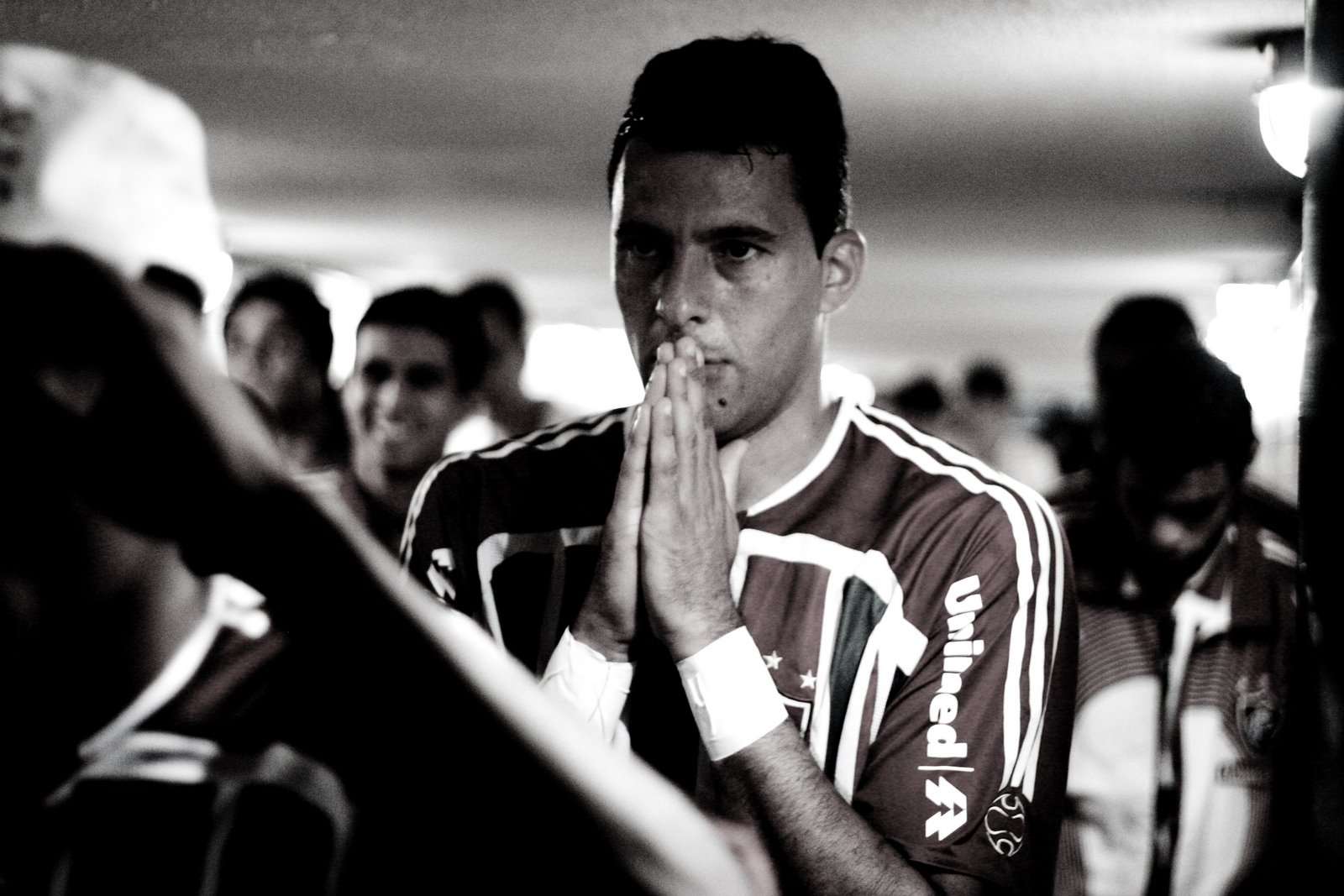
Washington, um dos maiores ídolos do Caxias.

Foi em 2000 que o Caxias brilhou após conquistar seu primeiro estadual, vencendo as maiores equipes do estado. Após fazer 3 a 0 no Grêmio em casa e empatar fora, com uma brilhante defesa de penalidade batida por Ronaldinho Gaúcho e defendida por Gilmar, decretou a explosão de alegria grená em pleno Olímpico.
Em 2001, o Caxias chegou bem perto de retornar para a 1a Divisão, terminando em 3º lugar (classificavam-se 2 clubes) na Série B. Foi desclassificado após jogo tumultuado contra o Figueirense, em Florianópolis (SC), quando a partida terminou antes do tempo regulamentar devido a uma invasão de campo da torcida local. O presidente da comissão nacional de arbitragem da CBF, Armando Marques, foi suspenso do cargo após o árbitro paulista Alfredo Loebeling ter dito a Luiz Zveiter, presidente do Superior Tribunal de Justiça Desportiva,  que o dirigente o pressionou para alterar a súmula do jogo. A torcida catarinense invadiu o campo e obrigou o juiz a encerrar o jogo antes do tempo regulamentar. No relatório, porém, Loebeling disse que já havia finalizado quando o incidente ocorreu. Isto deu vantagem ao Figueirense, que subiu da Série B para a Séria A com a vitória.
No ano de aniversário dos 70 anos do clube (em 2005) não houve muito o que comemorar, porque foi rebaixado ao Campeonato Brasileiro Série C em 2006.
Com a conquista da Copa Amoretty em 2007, o Caxias sagrou-se tricampeão de copas organizadas pela Federação Gaúcha de Futebol. O clube havia conquistado antes a Copa Daltro Menezes (1996) e a Copa Ênio Andrade (1998).
A conquista do Tricampeonato da Copa FGF foi dramática, pois o Caxias venceu a primeira partida da final contra o Brasil de Pelotas no Estádio Centenário por 1 a 0, perdeu a segunda no estádio do adversário pelo mesmo placar, vindo a conquistar o título após vencer a disputa de pênaltis, por 4 a 2 com os ingressos do Estádio Bento Freitas esgotados um dia antes da partida, mas com cerca de 500 torcedores do Caxias presentes para apoiar o time em Pelotas.
Em 2008, o clube participa da Série C novamente, a meta inicial era garantir vaga na nova Série C de 2009, para depois pensar na vaga para a Série B. A equipe passou da Primeira Fase, mas não da Segunda e perdeu a chance de se classificar na última rodada, o time caxiense tinha que vencer e o Brasil de Pelotas perder. Mas acabou não acontecendo e deixou a vaga para o time pelotense.
Mas a desclassificação não foi ruim para o clube, isso porque fez a 3ª melhor campanha da 2ª Fase, sendo que os quatro melhores se classificavam para a Série C 2009, isso garantiu o Caxias na nova Série C.
Em 2009 a Série C tinha novo regulamento, e o campeonato começava com uma fase de grupos. Nesta fase o Caxias fez boa campanha e se classificou em primeiro no grupo D. Na segunda fase o sistema era de mata-mata e iria decidir quem acessaria a Série B ,para ficar com a vaga o time teria que passar pelo Guaratinguetá,o que não aconteceu pois os resultados foram 2 a 0 para o time do interior de São Paulo e no jogo da volta em Caxias do Sul igualdade pelo placar de 1 a 1, o que decretou a permanência na Série C e o acesso para Série B adiado.

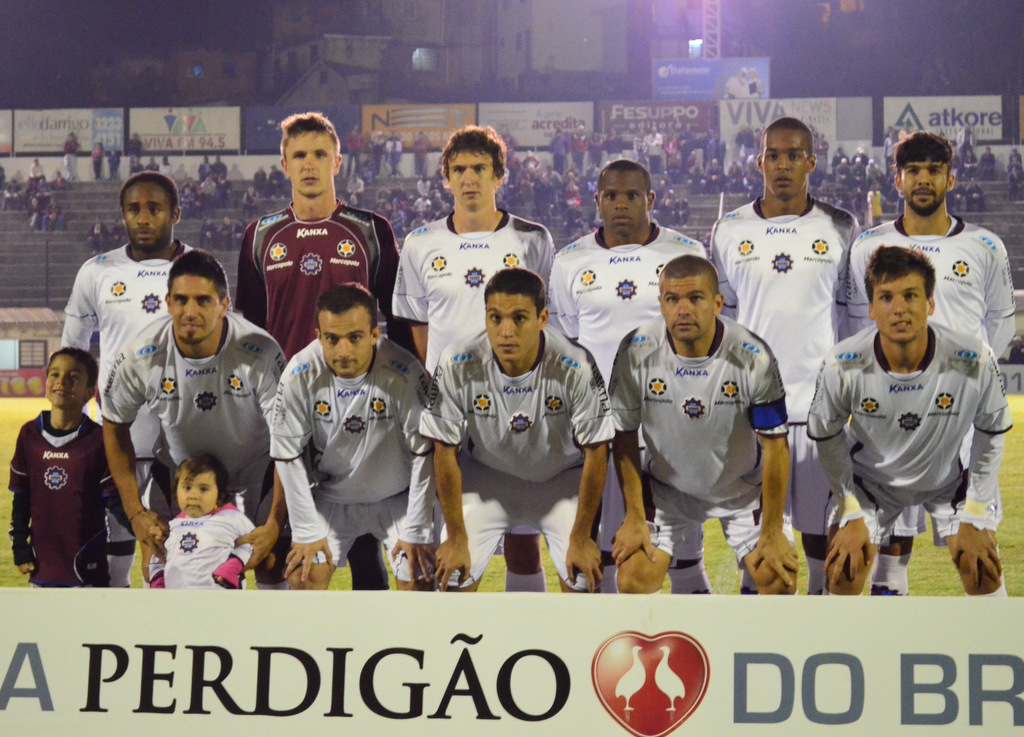
Equipe do Caxias em 2013.

Em 2010 houve possibilidade de enfrentar seu maior rival Juventude pela fase de grupos, mas o Juventude foi rebaixado para a Quarta Divisão e, na Série C, só restaram o Caxias e o Brasil para representar o Rio Grande do Sul.
Em 2012, o Caxias conquistou a Taça Piratini, primeiro turno do Campeonato Gaúcho de Futebol de 2012, classificando-se para disputar a final estadual. No primeiro jogo, em Caxias e conta a equipe do Internacional que vencera o segundo turno, terminou o empate de 1 a 1. No jogo seguinte, no Beira-Rio, o Caxias saiu na frente, porém não conseguiu segurar a equipe colorada que acabou virando o jogo e se sagrando campeã. Apesar disso, a campanha grená foi memorável.
Já na Série C, a campanha grená foi bastante irregular, o que comprometeu a classificação para a fase final. Foram duas derrotas sofridas em pleno Centenário para equipes cariocas que compunham o grupo do Caxias (4 a 0 para o Macaé na 1ª rodada e 1 a 0 para o Duque de Caxias). Na última rodada, a equipe estava no G-4, mas com a derrota sofrida para o Duque fora de casa e a vitória da Chapecoense por 5 a 0 sobre o rebaixado Tupi, selaram a participação do grená em uma próxima edição da terceira divisão.

### 2015: rebaixamentos no Gauchão e na Série C
Em 2015, após uma campanha péssima no Gauchão, com apenas 3 vitórias em 15 jogos, a equipe termina em 14º lugar e foi rebaixada para a Divisão de Acesso do Campeonato Gaúcho, competição que disputaria em 2016.
No mesmo ano, após uma campanha pífia no Campeonato Brasileiro Série C, acabou rebaixado para o Campeonato Brasileiro Série D de 2016, com duas rodadas de antecedência como lanterna do grupo B.

### 2016 e 2017: volta por cima
Em 2016, o Caxias teve que colher os maus frutos plantados em 2015 e disputar a Divisão de Acesso do Campeonato Gaúcho, consagrando-se Campeão após uma campanha incrível e garantindo o seu retorno ao Campeonato Gaúcho 2017.
Na Série D, o Caxias classificou-se na fase de grupos heroicamente, pois disputava simultaneamente com o Brasileirão, a Divisão de Acesso. Mas acabou eliminado no mata-mata para a equipe do Inter-SC, faltando apenas uma fase para conseguir o acesso para a Série C.
Na Copa FGF, o Caxias consagrou-se campeão na fase regional, levantando a Copa Larry Pinto de Faria, e está classificado para a Super Copa Gaúcha que acontecerá no mês de novembro. Acabou sendo eliminado pelo Internacional B na semifinal.
No ano de 2017, sem vaga na Série D, o Caxias não disputou nada além do Campeonato Gaúcho, se sagrando Campeão do Interior.

### 2018–2022: Os fracassos na Serie D
Nos anos de 2018, 2019, 2021 e 2022, o Caxias repetiu a sina de seus fracassos em mata-mata, caindo nas quartas de final em ambos campeonatos, perdendo a vaga para Treze, Manaus, ABC e América-RN, respectivamente, desperdiçando mais uma chance de conquistar o primeiro acesso nacional.

### 2023: O primeiro acesso nacional
O ano de 2023 começou bem, com o vice no Gauchão.
Após o fim do estadual, o técnico Thiago Carvalho acertou sua transferência para América de Natal. Para o seu lugar chegou o ex jogador Tcheco, e inicia mal a série D, após 9 partidas o mesmo é demitido. No lugar dele, chegou Gerson Gusmão, e no comando dele, o time se superou, passando em 2º lugar no grupo A8, e no mata-mata derrubou Inter de Limeira (nos 16-avos), Ceilândia (nas oitavas) e Portuguesa-RJ (nas quartas). O clube, classificado para a fase semifinal, conquistou o acesso à Série C de 2024. Nessa fase, o clube enfrentou o Ferroviário. Após o empate em Caxias do Sul, o time grená foi superado pelo placar mínimo em Fortaleza.

### 2024: retorno para a Série C
O ano de 2024 começou bem para o Caxias, com a equipe ganhando de virada do Grêmio, na primeira rodada do Gauchão 2024, porém após oito partidas, com duas vitórias, três empates e três derrotas, 11 gols feitos e 13 sofridos - a pior defesa da competição até o momento, Gerson Gusmão foi demitido. Para o lugar de Gusmão, o Caxias contratou Argel Fuchs, para sua terceira passagem no clube. Com Argel no comando, o time classificou em terceiro no Gauchão, passou pelo São José-RS nas quartas de final e acabou eliminado pelo Grêmio nas semifinais. O clube sagrou-se Campeão do Interior.
Na Copa do Brasil, o Caxias eliminou a Portuguesa Santista em Santos, na primeira fase. Na fase seguinte enfrentou o Bahia, no Estádio Centenário, mas acabou eliminado nas disputas por pênaltis após empate em 2x2.
Na Série C, o clube começou com o pé esquerdo, sendo derrotado em pleno Estádio Centenário pelo Athletic, pelo placar de 4x0,, mesmo placar de 2012, contra o Macaé, também em Caxias do Sul. Na rodada seguinte, o Caxias viajou até João Pessoa, na Paraíba, onde empatou em 1x1 com o Botafogo, no Estádio Almeidão. Devido as enchentes no Rio Grande do Sul em abril e maio de 2024, a CBF adiou os jogos do mês de maio. Após quatro rodadas, o Caxias voltará a campo pela Série C no dia 2 de junho, contra o Figueirense. No retorno aos gramados, o Caxias ganhou de 2x1, que ficou marcado por provocações da torcida do Figueirense às enchentes, ocasionando uma briga entre torcidas. Contra o Náutico e Sampaio Corrêa, jogando ambas fora de casa, o Caxias levou gol no final do jogo, empatando contra o time de Pernambuco e perdendo contra o time do Maranhão. No retorno para o Centenário, novo empate contra a Ferroviária. Com três jogos seguidos fora de casa, o Caxias perdeu para o Volta Redonda e para o Tombense, com a demissão do técnica Argel do comando da equipe, com apenas uma vitória em oito jogos. Para a partida seguinte, diante do Floresta, o auxiliar do clube, Roberto Maschio, comandará o time da casamata. Novamente derrotado com gol nos acréscimos, o Caxias retornou de três jogos fora de casa com três derrotas. O treinador gaúcho Thiago Gomes foi anunciado pelo clube para a sequência da temporada. Em sua estreia, derrota para o Remo por 4x2, num jogo marcado pela forte neblina. Após sete rodadas, o Caxias voltou a vencer na Série C, contra a Aparecidense, por 3x0. Na rodada seguinte, nova derrota, dessa vez para o Londrina, no Estádio do Café. Em duelo gaúcho entre o lanterna São José-RS e o vice lanterna, Caxias, vitória para o grená por 1x0, em jogo novamente marcado por forte presença de neblina. EM mais um confronto no Centenário e pela parte de baixo da tabela, o Caxias novamente ganhou por um gol contra o Confiança. Após dois jogos em casa, o Caxias enfrenta dois jogos fora. O primeiro, em São Bernardo, contra o São Bernardo, derrota por 2x0. Em jogo remarcado devido as enchentes, o Caxias foi até Erechim e novamente saiu derrotado pelo placar mínimo, dessa vez para o Ypiranga de Erechim. Novamente tendo dois jogos em casa, o Caxias venceu o primeiro, contra o também desesperado Ferroviário, por 2x1, de virada. No último jogo do Caxias em casa na C, vitória por 2x0 contra o ABC, o que garantiu a permanência do clube grená para a Série C de 2025. No último jogo da temporada, novamente uma derrota fora de casa, dessa vez para o CSA, por 2x1. O Caxias encerrou seu retorno a Série C com aproveitamento de 36%: 19 jogos, seis vitórias, três empates e 10 derrotas; 20 gols marcados e 27 gols sofridos; 7ª melhor campanha dentro de casa, com 77% de aproveitamento: nove jogos, seis vitórias, um empate e duas derrotas; pior visitante entre os 20 clubes, com 6,6% de aproveitamento: 10 jogos, oito derrotas e dois empates.
Após o término do campeonato, o Sampaio Corrêa, então rebaixado para a Série D 2025, encaminhou uma notícia de infração no Superior Tribunal de Justiça Desportiva (SJTD), sobre uma possível irregularidade do atleta Yuri Ferraz. O presidente do tribunal, Luís Otávio Teixeira Veríssimo, autorizou a abertura de um inquérito para ouvir as partes envolvidas. No dia 19 de dezembro, o auditor do STJD recomendou o arquivamento do caso, mas a Procuradoria denunciou o clube, ainda não sem data para julgamento em primeira instância. Em julgamento realizado no dia 14 de fevereiro de 2025, o Caxias foi absolvido por unanimidade. No dia 10 de abril, aniversário do clube, em julgamento no Pleno do STJD foi julgado, em última instância, o recurso dos condenados e o clube grená foi absolvido, por maioria de votos, 5 a 4. O Caxias foi "salvo" pelo presidente do pleno, Luís Otávio Veríssimo, último a votar e que desempatou a contagem.

## Estádio
O clube manda seus jogos no Estádio Francisco Stédile, mais conhecido como Centenário. Serviu de passaporte para a entrada do Caxias para a Série A do Campeonato Brasileiro do ano de 1976.
Foi construído em apenas sete meses, então com uma capacidade que passava de trinta mil pessoas, com cadeiras, camarotes, arquibancadas e cabines de imprensa. Foi inaugurado em um jogo contra o Internacional, em que o Caxias venceu por 2 a 1. Os refletores foram inaugurados pouco depois numa partida com o Palmeiras, que terminou empatada.
Em maio de 2018 foi realizado o milésimo jogo no estádio, contra o Inter de Lages, pela Série D de 2018.

## Títulos
Excluindo a honraria e os títulos do interior gaúcho o Caxias ostenta dezessete títulos oficiais com o time principal, onze estaduais, o mais importante deles o Campeonato Gaúcho de 2000. As copas Daltro Menezes e Ênio Andrade foram edições cujos crescimentos redundariam depois na Copa FGF, a principal competição estadual após o Campeonato Gaúcho, disputada no segundo semestre, com a característica de terem sido regionalizadas.
O Campeonato Metropolitano de 1960 foi uma competição classificatória criada para os clubes do interior do estado que queriam participar do Campeonato Citadino de Porto Alegre (Divisão de Honra); já as taças Piratini e Coronel Evaldo Poeta foram edições do Primeiro Turno do Campeonato Gaúcho e a Copa 250 Anos da Cidade de Rio Grande o primeiro turno da Fase de Classificação do Campeonato Gaúcho de 1987, algo parecido, pois reunia os principais clubes do Rio Grande do Sul e o seu nome era esse pois a competição teve uma fase final com apenas seis clubes, na verdade um hexagonal final.
| HONRARIAS           | HONRARIAS                                | HONRARIAS | HONRARIAS                                                                         |
|                     | Competição                               | Títulos   | Temporadas                                                                        |
| ------------------- | ---------------------------------------- | --------- | --------------------------------------------------------------------------------- |
|                     | Fita Azul Internacional                  | 1         | 1962                                                                              |
| ESTADUAIS           |                                          |           |                                                                                   |
|                     | Competição                               | Títulos   | Temporadas                                                                        |
|                     | Campeonato Gaúcho                        | 1         | 2000                                                                              |
|                     | Copa FGF                                 | 1         | 2007                                                                              |
|                     | Campeonato Gaúcho - Segunda Divisão      | 2         | 1953 e 2016                                                                       |
|                     | Campeonato do Interior Gaúcho            | 13        | 1969, 1973**, 1975**, 1977, 1978, 1985, 1989, 1990, 2000, 2010, 2017, 2019 e 2024 |
| TURNOS DO ESTADUAL  |                                          |           |                                                                                   |
|                     | Competição                               | Títulos   | Temporadas                                                                        |
|                     | Taça Coronel Evaldo Poeta                | 1         | 2020                                                                              |
|                     | Taça Piratini                            | 1         | 2012                                                                              |
|                     | Copa 250 Anos da Cidade de Rio Grande    | 1         | 1987                                                                              |
| REGIONAIS ESTADUAIS |                                          |           |                                                                                   |
|                     | Competição                               | Títulos   | Temporadas                                                                        |
|                     | Copa Larry Pinto de Faria                | 1         | 2016                                                                              |
|                     | Copa Ênio Andrade                        | 1         | 1998                                                                              |
|                     | Copa Daltro Menezes                      | 1         | 1996                                                                              |
|                     | Campeonato Metropolitano de Porto Alegre | 1         | 1960                                                                              |
| MUNICIPAIS          |                                          |           |                                                                                   |
|                     | Competição                               | Títulos   | Temporadas                                                                        |
|                     | Campeonato Citadino de Caxias do Sul     | 6         | 1937, 1942, 1947, 1948, 1951 e 1953                                               |

| INTERNACIONAIS | INTERNACIONAIS | INTERNACIONAIS | INTERNACIONAIS |
|                | Competição     | Títulos        | Temporadas     |
| -------------- | -------------- | -------------- | -------------- |
|                | Taça STC       | 1              | 1998           |
| INTERESTADUAIS |                |                |                |
|                | Competição     | Títulos        | Temporadas     |
| Mato Grosso    | Copa Pantanal  | 1              | 2012           |

| CAMPANHAS DE DESTAQUE                                   | CAMPANHAS DE DESTAQUE     | CAMPANHAS DE DESTAQUE | CAMPANHAS DE DESTAQUE         |
|                                                         | Competição                | Títulos               | Temporadas                    |
| ------------------------------------------------------- | ------------------------- | --------------------- | ----------------------------- |
| Rio Grande do Sul · São Paulo · Santa Catarina · Paraná | Recopa Sul-Brasileira     | Vice Campeão          | 2007                          |
| Rio Grande do Sul                                       | Campeonato Gaúcho         | Vice Campeão          | 1990, 2012, 2020 e 2023       |
| Rio Grande do Sul                                       | Copa Governador do Estado | Vice Campeão          | 1971, 1972**, 1973** e 1975** |
| Rio Grande do Sul                                       | Taça Farroupilha          | Vice Campeão          | 2009                          |
| Rio Grande do Sul                                       | Taça Piratini             | Vice Campeão          | 2011                          |

* Por excursão invicta ao exterior.
** Como Associação Caxias de Futebol (fusão entre Flamengo e Juventude).

### Categorias de base
O Caxias sempre teve categorias de base fortes, prova disso são os campeonatos gaúchos conquistados pelo clube, quatro vezes campeão gaúcho júnior (vice em 2010 e 2011) e uma vez campeão gaúcho juvenil, nesse ano tendo como vice-campeão o Juventude. Também se notabiliza por revelar grandes atletas, casos de Washington, Tite, Paulo Turra, Edenilson, Luciano Almeida, Pedro Henrique, entre aqueles mais conhecidos.
| ESTADUAIS | ESTADUAIS                  | ESTADUAIS | ESTADUAIS               |
|           | Competição                 | Títulos   | Temporadas              |
| --------- | -------------------------- | --------- | ----------------------- |
|           | Campeonato Gaúcho - Sub-20 | 4         | 1993, 1995, 2003 e 2004 |
|           | Campeonato Gaúcho - Sub-17 | 1         | 1991                    |

## Estatísticas

### Participações
|  | Participações em 2025 |

| Competição        | Competição            | Temporadas | Melhor campanha            | Estreia | Última | P | R |
| Rio Grande do Sul | Campeonato Gaúcho     | 63         | Campeão (2000)             | 1961    | 2025   |   | 2 |
| Rio Grande do Sul | Divisão de Acesso     | 3          | Campeão (1953 e 2016)      | 1953    | 2016   | 2 | – |
| Brasil            | Campeonato Brasileiro | 4          | 15º colocado (1976 e 1978) | 1976    | 1979   |   | – |
| Brasil            | Série B               | 11         | 3º colocado (2001)         | 1980    | 2005   | – | 1 |
| Brasil            | Série C               | 18         | 5º colocado (2009)         | 1990    | 2025   | – | 1 |
| Brasil            | Série D               | 7          | 4º colocado (2023)         | 2016    | 2023   | 1 |   |
| Brasil            | Copa do Brasil        | 15         | Oitavas de final (2011)    | 1991    | 2025   |   |   |

## Partidas históricas
|    | Data                    | Competição                      | Estádio                  |             | Placar | Adversário         | Notas       |
| -- | ----------------------- | ------------------------------- | ------------------------ | ----------- | ------ | ------------------ | ----------- |
| 1  | 13 de maio de 1962      | Amistoso                        | Estádio del Bosque       | Flamengo-RS | 2–2    | Gimnasia y Esgrima | [ nota 1 ]  |
| 2  | 20 de fevereiro de 1972 | Amistoso                        | Estádio da Baixada Rubra | Caxias      | 0–0    | Grêmio             | [ nota 2 ]  |
| 3  | 12 de setembro de 1976  | Campeonato Brasileiro           | Centenário               | Caxias      | 2–1    | Internacional      | [ nota 3 ]  |
| 4  | 11 de fevereiro de 1978 | Campeonato Brasileiro           | Maracanã                 | Caxias      | 1–1    | Flamengo           | [ nota 4 ]  |
| 5  | 29 de janeiro de 1997   | Amistoso                        | Centenário               | Caxias      | 1–2    | Olimpia            | [ nota 5 ]  |
| 6  | 24 de janeiro de 1998   | Amistoso                        | Centenário               | Caxias      | 1–0    | Jamaica            | [ nota 6 ]  |
| 7  | 4 de março de 1999      | Copa do Brasil                  | Centenário               | Caxias      | 3–2    | Cruzeiro           | [ nota 7 ]  |
| 8  | 7 de maio de 2000       | Campeonato Gaúcho               | Olímpico                 | Caxias      | 2–1    | Grêmio             | [ nota 8 ]  |
| 9  | 14 de junho de 2000     | Campeonato Gaúcho               | Centenário               | Caxias      | 3–0    | Grêmio             | [ nota 9 ]  |
| 10 | 21 de junho de 2000     | Campeonato Gaúcho               | Olímpico                 | Caxias      | 0–0    | Grêmio             | [ nota 10 ] |
| 11 | 7 de dezembro de 2001   | Campeonato Brasileiro - Série B | Centenário               | Caxias      | 4–3    | Paysandu           | [ nota 11 ] |
| 12 | 26 de agosto de 2005    | Campeonato Brasileiro - Série B | Bruno José Daniel        | Caxias      | 0–1    | Santo André        | [ nota 12 ] |
| 13 | 2 de abril de 2009      | Campeonato Gaúcho               | Centenário               | Caxias      | 4–0    | Grêmio             | [ nota 13 ] |
| 14 | 17 de fevereiro de 2011 | Copa do Brasil                  | Abadião                  | Caxias      | 5–0    | Ceilândia          | [ nota 14 ] |
| 15 | 5 de abril de 2015      | Campeonato Gaúcho               | Estádio do Vale          | Caxias      | 1–2    | Novo Hamburgo      | [ nota 15 ] |
| 16 | 13 de setembro de 2015  | Campeonato Brasileiro - Série C | Estádio do Café          | Caxias      | 1–1    | Londrina           | [ nota 16 ] |
| 17 | 2 de setembro de 2023   | Campeonato Brasileiro - Série D | Estádio Luso-Brasileiro  | Caxias      | 1–0    | Portuguesa-RJ      | [ nota 17 ] |

## Fatos históricos
- O Caxias foi o primeiro clube do interior do Rio Grande do Sul a disputar o Campeonato Brasileiro, o que ocorreu em 1976, bem como o primeiro clube do interior gaúcho a disputar a Copa do Brasil, em 1991.[116]
- A maior goleada aplicada em partida oficial pelo Caxias foi 14 a 0 no Mundo Novo, no Centenário pela Copa Governador do Estado de 1976.
- A maior goleada sofrida em partida oficial pelo Caxias foi 8 a 1 do Inter no Beira-Rio pela final do segundo turno do Campeonato Gaúcho de 2009.[117]
- Em 14 anos, mais precisamente de 1977 a 1991 a Caxias só perdeu uma única vez no Centenário. Foi em um clássico Ca-Ju.
- O Centenário, então com capacidade para 32 mil pessoas, foi erguido em um prazo recorde de sete meses pois o então presidente da CBD (hoje CBF), sr. Heleno Nunes prometeu uma vaga no Campeonato Brasileiro de 1976 para o clube do interior do Rio Grande do Sul melhor colocado no Gauchão que tivesse estádio com capacidade para pelo menos 25 mil pessoas. Poucos acreditavam, mas o Centenário foi o passaporte para a Caxias disputar o nacional daquele ano.[118]
- O Grêmio e Caxias decidiram o campeão do primeiro turno do Campeonato Gaúcho de 1987 na Federação Gaúcha de Futebol na "bolinha" pois acabaram empatados em todos os critérios, no sorteio deu Caxias.[119]
- Na disputa de pênaltis da semifinal do primeiro turno do Gauchão de 2011, contra o São José, o goleiro André Sangalli do Caxias defendeu quatro pênaltis, levando o Caxias à final, na qual empatou com o Grêmio por 2 a 2, mas acabou derrotado nos pênaltis.[120]

## Rivalidades

### Ca-Ju
O Caxias é rival histórico do Juventude. As partidas envolvendo os dois clubes são conhecidas como Ca-Ju.
Detentores de grandes conquistas do futebol do interior gaúcho, Caxias e Juventude, consequentemente, promovem um dos clássicos mais importantes do estado.
Papos e Grenás mobilizam a cidade de Caxias do Sul em dia de clássico.
Em 2010, os dois grandes rivais estiveram juntos na Série C de 2010, mas em 2011 após a decaída do  Juventude para a Série D, o clássico só foi realizado no Gauchão. Ambos voltaram a se enfrentar nos anos de 2014 e 2015 pela Série C, último ano do grená nesta série. A partir de 2016 os clássicos só ocorrem em âmbito estadual, visto que as equipes encontram-se em divisões diferentes.
Estatísticas
| Estatísticas do Clássico Ca-Ju |                                                                          |
| Número de jogos                | 286                                                                      |
| Vítórias do Juventude          | 97                                                                       |
| Vitórias do Caxias             | 93                                                                       |
| Empates                        | 99                                                                       |
| Número de gols                 | 767                                                                      |
| Gols marcados pelo Juventude   | 394                                                                      |
| Gols marcados pelo Caxias      | 373                                                                      |
| Maior goleada                  | Caxias 5 x 0 Juventude* em 27 de agosto de 2016, pela Super Copa Gaúcha. |
| Primeira partida               | Caxias 3 x 1 Juventude (Campeonato Gaúcho - 1935) - 4 de agosto de 1935. |
| Última partida                 | Caxias 0 x 2 Juventude (Campeonato Gaúcho) - 1º de fevereiro de 2025.    |

*O Juventude não utilizou a equipe profissional na competição

### Clássico da Polenta
O Caxias realiza outro clássico, contra o Esportivo, da cidade vizinha Bento Gonçalves. Este clássico é conhecido como Clássico da Polenta.
As cidades de Caxias e Bento não são vizinhas mas possuem algo muito em comum: a forte influência da colonização italiana. No ano de 1974, os dois clubes realizaram um torneio amistoso, na cidade de Caxias do Sul, que levou o nome da típica culinária italiana: o Torneio da Polenta, onde participaram o Esportivo, EC Encantado e a então Associação Caxias de Futebol (ACF), atual Caxias.
No dia 3 de fevereiro de 1974, ACF e Esportivo se enfrentaram no Estádio da Baixada Rubra. O confronto terminou com placar de 2 a 2, com gols anotados por Neca e Décio, pelo lado do Esportivo, e Osmar e Zezinho, para o ACF.

## Mascotes

### Falcão
Inspirado nas cores do clube, o Falcão é o mascote que batizou o antigo Centro de Treinamento (Ninho do Falcão) e uma das categorias de sócios (Falcão Grená). Em 2005, com o lançamento de selo comemorativo aos 70 anos, o Falcão Grená acabou por inspirar o cartunista Iotti que desenhou o selo com o Falcão Grená e os distintivos da S.E.R. Caxias do Sul e do G.E. Flamengo.

### Bepe
Cria do cartunista Iotti, surgiu nos anos 90, popularizando-se rapidamente. Inspirado pelas características do imigrante italiano que colonizou a região Nordeste do Rio Grande do Sul. Fanfarrão e irônico, preza as coisas boas da vida: mesa farta, vinho (bordô, é claro), estádio lotado (com muitas ragazzas, lógico) e grandes jogos.

## Ranking da CBF
- Posição: 64º
- Pontuação: 1,575 pontos

Ranking criado pela Confederação Brasileira de Futebol para pontuar todos os clubes do Brasil.
Ranking atualizado em dezembro de 2024.

## Elenco atual
Última atualização: 18 de agosto de 2025.

### Comissão técnica
- Última atualização: 23 de abril de 2025 (UTC).[125]

### Diretoria 2025/2026
- Última atualização: 23 de setembro de 2022 (UTC).[125]